# Charles Djou
Charles Kong Djou (em chinês: 周永康; pinyin: Zhōu Yǒngkāng; Los Angeles, 9 de agosto de 1970) é um político americano de origem chinesa. Membro do Partido Republicano, foi o representante do 1º Distrito Congressional do estado do Havaí. Djou atuou anteriormente na Câmara dos Deputados do Havaí e no Conselho Municipal de Honolulu.